# هریبویدی
هریبویدی (به چکی: Hřibojedy) یک منطقهٔ مسکونی در جمهوری چک است که در منطقه تروتنوف واقع شده‌است.